# Herzog & de Meuron

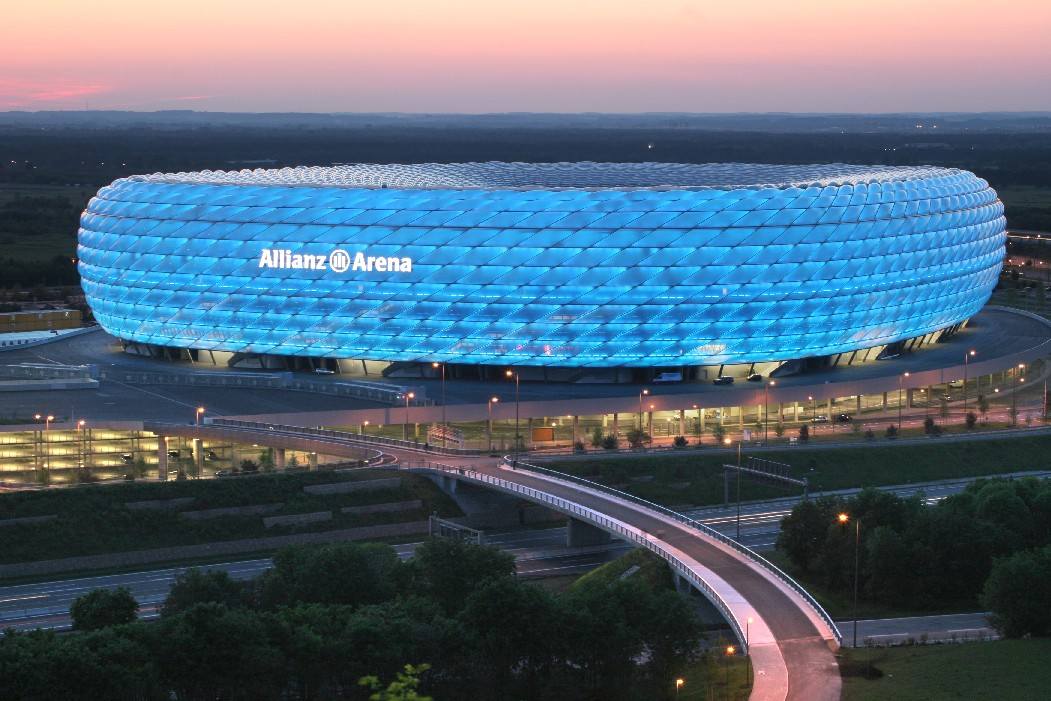
A Allianz Arena, projeto de Herzog & de Meuron

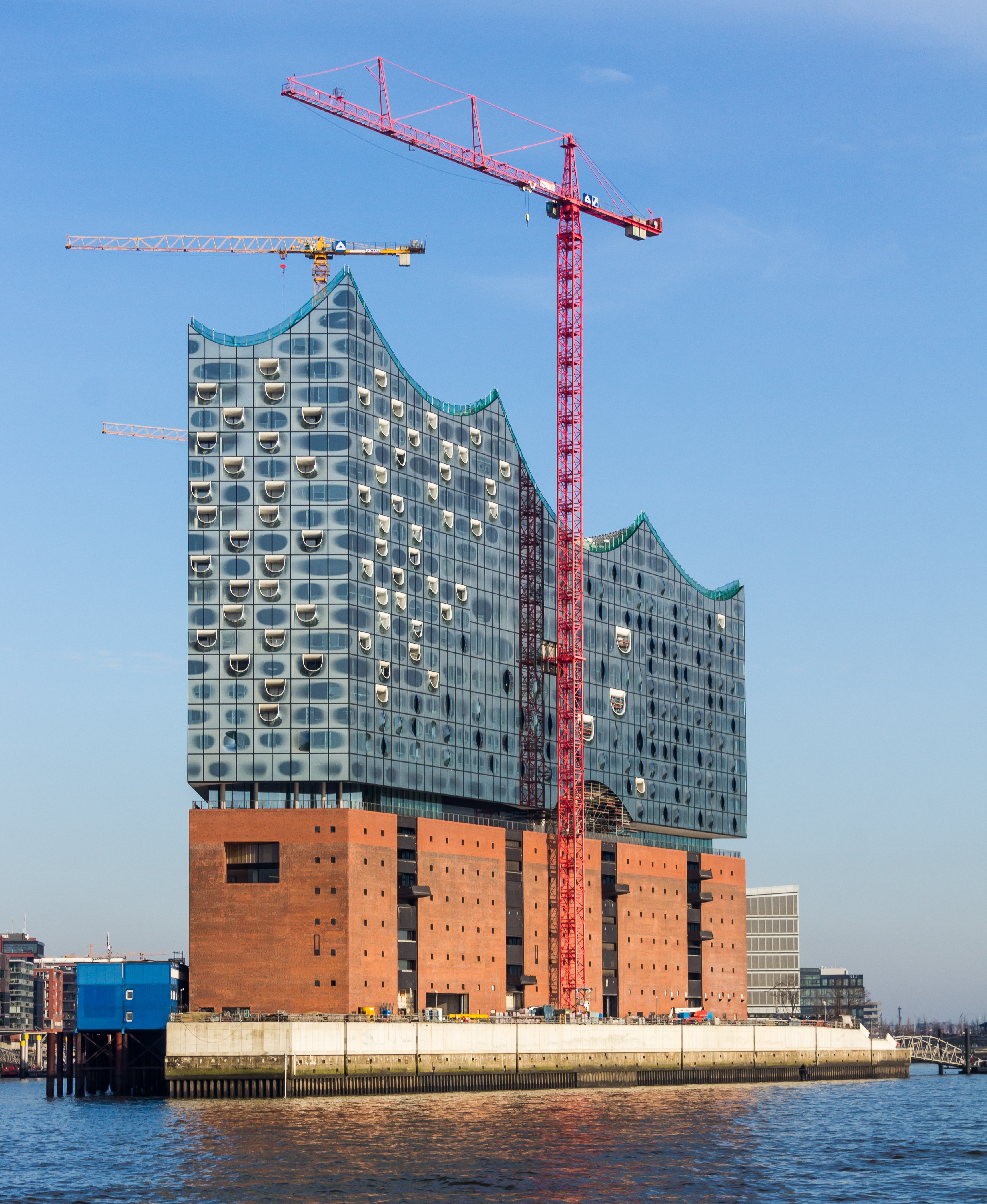
Elbphilharmonie, HafenCity in Hamburg (2007-2016).

Herzog & de Meuron é um escritório suíço de arquitetura, fundado e mantido em Basileia, Suíça, desde 1978.
Seus sócios-fundadores são Jacques Herzog (19 de abril de 1950) e Pierre de Meuron (8 de maio de 1950), ganhadores do prêmio Pritzker de 2001.